# Elastica (album)
Az 1995-ös Elastica az Elastica debütáló nagylemeze. Akkoriban a leggyorsabban eladott album volt az Egyesült Királyságban, Mercury Music Prize-ra jelölték. A brit albumlista élére került, míg a Billboard 200-on a 66. helyig jutott. Amerikában aranylemez lett. Szerepel az 1001 lemez, amit hallanod kell, mielőtt meghalsz című könyvben.

## Az album dalai
|     | Cím             | Szerző(k)                                                                     | Hossz |
| --- | --------------- | ----------------------------------------------------------------------------- | ----- |
| 1.  | Line Up         | Justine Frischmann, Elastica                                                  | 3:15  |
| 2.  | Annie           | Donna Matthews, Elastica                                                      | 1:15  |
| 3.  | Connection      | Frischmann, Elastica                                                          | 2:22  |
| 4.  | Car Song        | Frischmann, Elastica                                                          | 2:24  |
| 5.  | Smile           | Frischmann, Matthews, Elastica                                                | 1:40  |
| 6.  | Hold Me Now     | Frischmann, Matthews, Elastica                                                | 2:33  |
| 7.  | S.O.F.T.        | Frischmann, Elastica                                                          | 3:59  |
| 8.  | Indian Song     | Frischmann, Elastica                                                          | 2:48  |
| 9.  | Blue            | Matthews, Elastica                                                            | 2:23  |
| 10. | All-Nighter     | Frischmann, Elastica                                                          | 1:31  |
| 11. | Waking Up       | Frischmann, Hugh Cornwell, Jean Jacques Burnel, David Greenfield, Brian Duffy | 3:16  |
| 12. | 2:1             | Frischmann, Elastica                                                          | 2:31  |
| 13. | See That Animal | Frischmann, Elastica                                                          | 2:23  |
| 14. | Stutter         | Frischmann, Elastica                                                          | 2:23  |
| 15. | Never Here      | Frischmann, Elastica                                                          | 4:27  |
| 16. | Vaseline        | Frischmann, Elastica                                                          | 1:20  |

## Közreműködők

### Elastica
- Justine Frischmann – ének, gitár
- Donna Matthews – ének, gitár
- Annie Holland – basszusgitár
- Justin Welch – dob

### Produkció
- Elastica – producer
- Marc Waterman – producer, hangmérnök, keverés
- Phil Vinall – keverés
- Alan Moulder – keverés
- Paul Tipler – keverés
- Bruce Lampcov – keverés
- John Leckie – keverés
- Mitti – keverés
- Juergen Teller – fényképek
- Dan Abnormal (Damon Albarn) – Extra Keys
- Steve Lamacq – A&R
- Mark Kates – A&R

## Fordítás
Ez a szócikk részben vagy egészben az Elastica (album) című angol Wikipédia-szócikk ezen változatának fordításán alapul.  Az eredeti cikk szerkesztőit annak laptörténete sorolja fel. Ez a jelzés csupán a megfogalmazás eredetét és a szerzői jogokat jelzi, nem szolgál a cikkben szereplő információk forrásmegjelöléseként.